# Леклер, Ашиль
Ашиль-Франсуа-Рене Леклер (фр. Achille-François-René Leclère; 29 октября 1785, Париж —23 декабря 1853, Париж) — архитектор французского неоклассицизма.

## Биография
Ашиль Леклер родился в семье архитектора и с ранних лет изучал архитектурную науку. Он посещал занятия неоклассициста Жана-Николя-Луи Дюрана, профессора архитектуры Политехнической школы в Париже. В шестнадцать лет Леклер поступил в студию архитектора и декоратора французского ампира Шарля Персье.
В 1806 году молодой архитектор вступил в ложу, а в 1807 году получил Вторую премию по архитектуре. В следующем году, в возрасте двадцати трёх лет, он получил первую Римскую премию по архитектуре за конкурсный проект: «Общественные бани для большой столицы».
Ашиль Леклер покинул Париж в ноябре 1808 года и в декабре прибыл на виллу Медичи, где располагалась Французская академия в Риме. Его пребывание в Италии было отмечено путешествиями: в 1810 году — Неаполь, а в следующем году oн открыл для себя Тоскану. Эти странствия дали ему прочные знания о памятниках античной архитектуры, которые он изучал посредством обмеров и рисунков с натуры. В 1812—1812 годах Леклер работал над проектом реставрации римского Пантеона. И эта работа Леклера удостоилась похвалы. После окончания своего пребывания на вилле Медичи архитектор в 1913 году, по всей видимости, путешествовал по югу Франции.
В марте 1814 года Леклер вернулся в Париж. Он начал преподавать в Школе изящных искусств и в следующем году открыл собственную проектную мастерскую. Период Реставрации Бурбонов предоставил ему возможность руководить реставрационными работами в замках Монтюше, Бандевиль и Верней, реставрацией отеля графа Пуртале в Париже. 5 ноября 1818 года он был назначен членом жюри Школы архитектуры.
В 1820 году он создал памятник генералу Боншану в Сен-Флоран-ле-Вьей. Граф Шастеллу в 1821 году выбрал его для восстановления своего замка (для чего он также спроектировал портал отеля, расположенного на улице Варенн, 25 и воспроизведённого в работе «Современный Париж» (l’ouvrage Paris moderne). В 1822 году он построил первую капеллу для монастыря Святейшего Сердца, украшенную фресками Абеля де Пужоля. Для этого же монастыря он построил вторую капеллу и клуатр. Он построил часть замка д’Аркура в Меце и отреставрировал замок де Монтескью в Вильбуа. В 1823 году Ашиль Леклер принял участие в конкурсе на строительство церкви Нотр-Дам-де-Лорет в Париже, но победителем вышел Луи-Ипполит Леба.
С 1824 года Ашиль Леклер принимал участие в проекте развития нового района Пуассонье на территории бывшего форта Сен-Лазар. Архитектор построил здания вокруг площади Лафайет (теперь площадь Ференца Листа), для которой он разработал подробный план. Строительство церкви Сен-Венсан-де-Поль в этом районе было поручено архитектору Жану-Батисту Леперу. Архитектор построил замок Марей, несколько жилых домов в Париже, а также большие магазины на улице Сантье для Франкёра и Буассе. В 1837 году Ашиль Леклер совместно со скульптором Жаном-Пьером Корто создал надгробие банкира Казимира Перье на кладбище Пер-Лашез. В 1840-х годах в Невшателе (Швейцария) Леклер проектировал площадь по образцу Площади Согласия в Париже.
В 1831 году Ашиль Леклер был избран членом Академии изящных искусств (в составе Института Франции) по архитектурному отделению на место № 1. 7, после смерти Жака Молиноса. В 1832 году он стал почётным членом Совета гражданских зданий, в 1832 году — его действительным членом, а в 1840 году — генеральным инспектором. Назначенный в 1847 году архивариусом Высшей национальной школы изящных искусств, он взял на себя классификацию всех представляемых проектов.
Ашиль Леклер скончался 23 декабря 1853 года в Париже в возрасте шестидесяти восьми лет. У Леклера было множество учеников. Среди них наиболее известны: Поль Абади, Эжен Виолле-ле-Дюк, Проспер Барбо, Пьер-Проспер Шаброль, Проспер Десбюссон, Эжен Годебёф, Жюль Гури, Шарль Изабель, Проспер Морей.

## Галерея
- Надгробие выдающимся деятелям культуры. Гравюра по акварели А. Леклера
- Надгробие композитора Луиджи Керубини. 1846. Скульптор А. Дюмон. Кладбище Пер-Лашез
- Надгробие банкира К.-П. Перье. Кладбище Пер-Лашез
- Проект фонтана у входа в королевский дворец.
- Проект портала
- Проект галереи